# Industrieanthropologie
Die Industrieanthropologie als Fachbereich der Anthropologie (Wissenschaft vom Menschen) untersucht für die heutige Bevölkerung die Gebrauchstauglichkeit und Benutzerfreundlichkeit von Industrieprodukten, Bedienelementen, Software, Arbeitsplätzen, Arbeitsprozessen oder Fahrständen.
Zum Nachweis der Gebrauchstauglichkeit oder der Ergonomie werden von akkreditierten Stellen Zertifikate vergeben. So wird zum Beispiel von der Unabhängigen Landesanstalt für Rundfunk und neue Medien Schleswig-Holstein (ULR) durch die Forschungsgruppe Industrieanthropologie der Christian-Albrechts-Universität Kiel das Siegel „Gute Gebrauchstauglichkeit“ vergeben.